# Матяш Корвін
Матяш Корвін (рум. Matia/Matei Corvin; хорв. Matija/Matijaš Korvin; словац. Matej Korvín; чеськ. Matyáš Korvín), відомий також як Матяш Гуньяді (угор. Hunyadi Mátyás) або Матяш I (лат. Matthias) (23 лютого 1443 — 6 квітня 1490) — король Угорщини і Хорватії (1458—1490) та Богемії (1469—1490), герцог Австрійський (1487—1490). Представник дому Гуньяді. Син Яноша Гуньяді. В історіографії період його правління вважається часом останнього піднесення незалежного Угорського королівства.

## Імена
- Матяш Корвін (лат. Matthias Corvinus, словац. Matej Korvín, чеськ. Matyáš Korvín, рум. Matei Corvin, сербохорв. Matija Korvin) — за назвою родового герба, на якому зображений крук (лат. corvus).
- Матяш Гуньяді (угор. Hunyadi Mátyás) — з прізвищем.
- Матяш Справедливий (угор. Igazságos Mátyás) — за прізвиськом.

## Біографія

### Походження
Молодший син Яноша Гуняді, відомого землевласника, що володів багатьма землями на півночі і сході Угорського королівства, талановитого полководця, що боровся з османами, які наступали на Балканський півострів. Під Белградом 1456 року Янош Гуняді тимчасово зупинив османів, але незабаром помер внаслідок епідемії чуми, а його успіхи викликали побоювання кіл, що стояли за юним королем Ласло V. Щоб не допустити сім'ю Гуняді до влади, 1457 року король наказав стратити за підозрою в державній зраді й участі у вбивстві Ульріка Ціллі старшого сина Гуняді — Ласло Гуняді, а 14-річного Матяша Гуняді ув'язнили спочатку у Відні, а потім у Празі. У відповідь на гоніння проти сім'ї Гуняді відразу після передчасної смерті Ласло V 23 листопада 1457 у країні розгорілась боротьба національної середньої шляхти за обрання наступним королем Матяша Гуняді.

### Сходження на престол
У січні 1458 міщани та відносно небагате дворянство проголосили Матяша королем Угорщини, стоячи на дунайській кризі біля фортеці Буда. Водночас дядько Матяша за материнською лінією Михай Сіладі з 15-тисячним ополченням прибув на збори в Ракошмезе і примусив землевласників-баронів затвердити Матяша Гуняді королем. Сам новопроголошений правитель перебував в ув'язненні у Празі до лютого 1458, поки його мати Ержебет Сіладі не заплатила викуп за сина, а корона Святого Іштвана залишилась в руках Фрідріха III Габсбурга.
Але і сходження Матяша на престол не зупинило протистояння у суспільстві: за вплив над Гуняді розгорілась прихована боротьба між угрупуваннями Михая Сіладі (барони) та естергомського архієпископа Яноша Вітеза, мислителя-гуманіста та вихователя нового короля. Переміг Янош Вітез, що почав переговори з Їржи Подебрадським, колишнім гуситом-чашником, що став королем Чехії 1458 року. Завдяки посиленню позицій Яноша Вітеза, він став новим канцлером, а донька Їржи Подебрадського Катерина Подебрадська — першою дружиною Матяша Гуняді 1461 року. Своєю чергою, Міхая Сіладі, який вимагав для себе звання та влади регента, відсторонили від державного управління і відправили у похід проти османів, з якого він не повернувся. Був позбавлений влади і могутній рід Гараї, що підтримував Сіладія. Великі землевласники виступили проти таких рішень короля і спонукали Фрідріха III до вторгнення до Західної Угорщини. Заворушення баронів тривали до 1463 року.

### Внутрішня політика
На початку правління Матяша Корвіна його політику визначав Янош Вітез.

### Зовнішня політика
Завдяки реорганізації армії та податкової системи Матяш Корвін здійснював активну завойовницьку політику в Чехії, Сербії, Австрії.

### Боротьба з Османами
1464 року Матяш Гуняді за закликом папи Пія II виступив у воєнний похід проти турків-османів, які 1459 року фактично підкорили Сербію, і захопив боснійську фортецю Яйце.

### Війни у Чехії і Австрії
Протягом 1468—1478 років тривала десятирічна війна Матвія за володіння Чехією.

### Матяш Гуняді та культура
Блиск королівського двору в Буді, «Перлині Дунаю» привертав до себе вчених, діячів культури, гуманістів і просто освічених людей з усієї Європи, а бібліотека Корвініана стала найбільшою на континенті.
1476 року Матяш після смерті першої дружини одружився з донькою неаполітанського короля Фердинанда I Арагонського — Беатрисою, і Угорщина долучилася до культури італійського Ренесансу. Міста на півночі королівства, зокрема, розташовані на території сучасної Словаччини, стали центрами Відродження, а Угорщина зробила значний вплив на сусідні держави, в тому числі на землі Королівства Русі, аж до Великого князівства Литовського, Руського та Жемантійського. За часів Матяші Гуняді (1488) вийшла Chronica Hungarorum Яноша Турочі, яка проголошувала угорців потомками гунів, а Корвіна — «другим Аттілою».

## Світлини

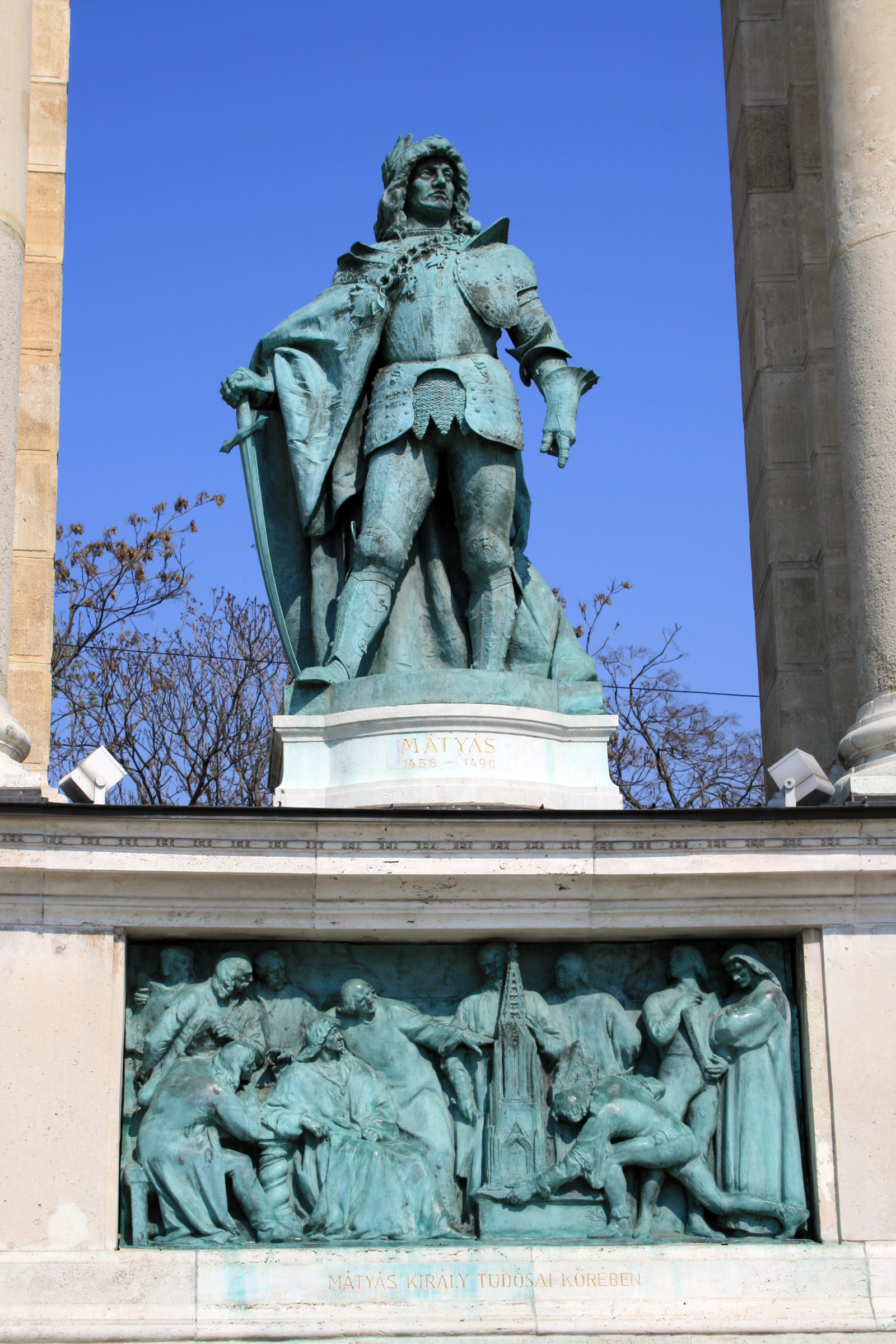
Статуя короля Матяша на Площі Героїв у Будапешті
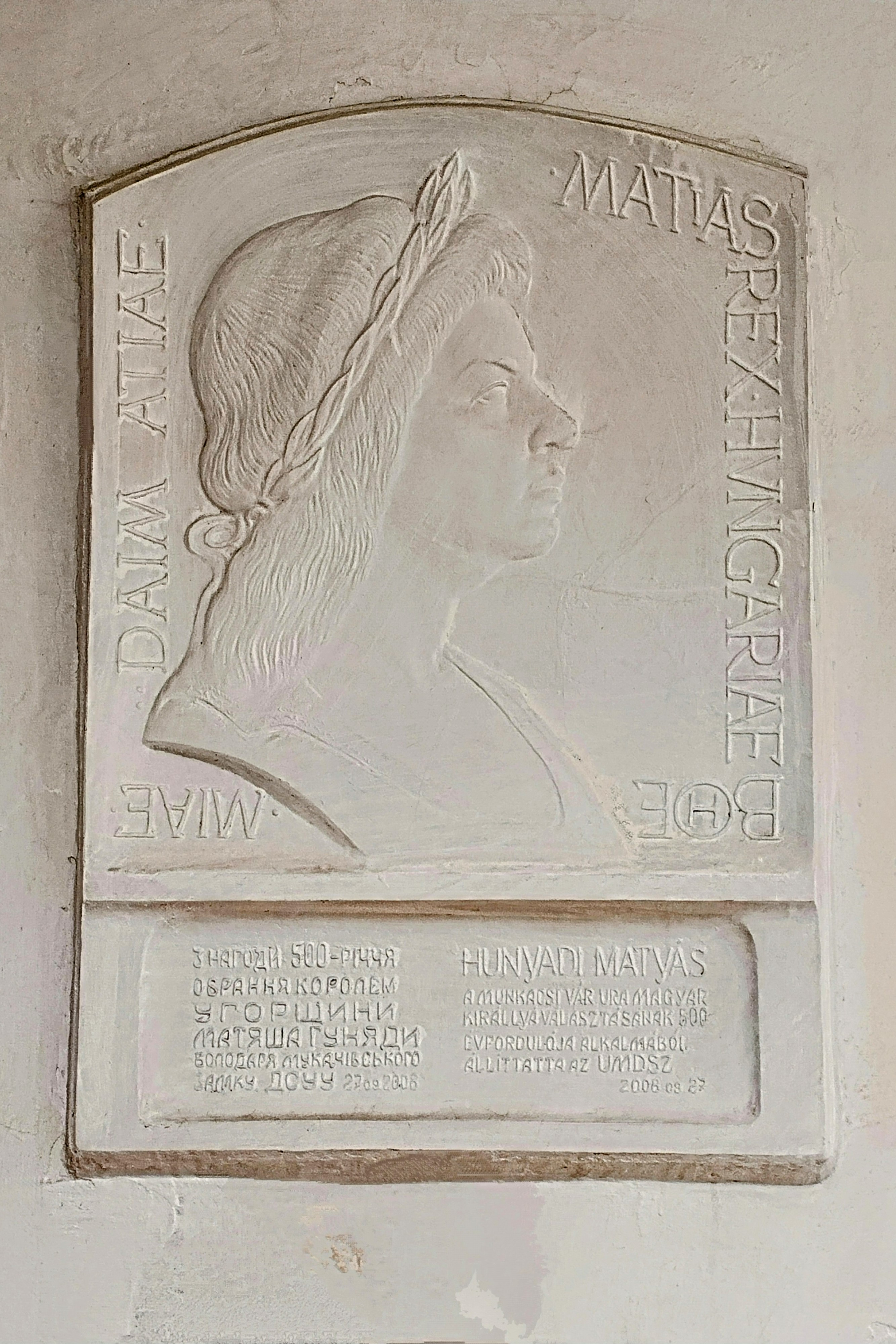
Меморіальна таблиця Матвію Корвіну у замку Паланок
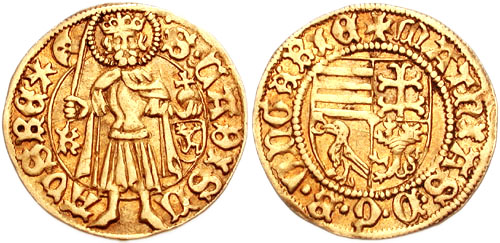
Форинт короля Матяша

## Титул
- Dei gracia Hungarie, Bohemie, Dalmacie, Croacie, Rame, Seruie, Gallicie, Lodomerie, Comanie, Bulgarieque Rex, necnon Austrie, Slesie et Lucemburgensis Dux, Marchioque Morauie et Lusacie etc.